# خالد جاسم
خالد جاسم، لاعب كرة قدم بحريني. لعب مع منتخب البحرين لكرة القدم. سجل هدف في مرمى منتخب عمان لكرة القدم في كأس الخليج 1998.